# Izabela II. Jeruzalemska
Za njezinu baku, pogledajte "Izabela I. Jeruzalemska", a za treću ženu njezina supruga, "Izabela Engleska".
Izabela II. Jeruzalemska, poznata i kao Jolanda (?, 1212. – Andria ili Palermo, Kraljevina Sicilija, 1. svibnja 1228.) bila je vladajuća jeruzalemska krlajica (1212.-1228.) i kraljica supruga Sicilije te carica Svetog Rimskog Carstva (1225.-1228.).

## Životopis
Izabela je bila kćerka Marije Jeruzalemske i Ivana od Briennea, kralja supruga, a bila je nazvana po svojoj baki. Izabela je proglašena kraljicom poslije majčine smrti 1212. godine, dok je bila stara samo nekoliko dana. Njezin otac Ivan obnašao je dužnost regenta, ali se i dalje titulirao kao kralj, premda je prema zakonu bio samo bivši kralj suprug.
Dana 9. studenog 1225. Izabela se udala za njemačkog cara Fridrika II. u katedrali u Brindisiju prema volji pape Honorija III. (1216.-1227.) koji je želio više vezati politiku Svetog Rimskog Carstva uz križarske ratove. Odmah po sklapanju braka, Fridrik je preuzeo vlast za sebe i proglasio se suverenim kraljem Jeruzalema, što je dovelo do sukobljavanja između njega i punca Ivana od Brienne koji nije htio odreći se dužnosti regenta u kćerino ime. Iako je Fridrik II. položio zakletvu poapi da će poći u križarski pohod u Svetu zemlju, odgađao je to učiniti zbog čega ga je papa ekskomunicirao iz Katoličke crkve.
Izabela je odstranjena s dvora u Jeruzalemu i vrijeme je provodila u suprugovom domu u Palermu gdje je 1226. godine rodila princezu Margaretu koja je umrla u najranijoj dobi. Izabela II. je umrla 1228. godine nakon što je rodila sina Konrada. Pokopana je u katedrali u Italiji, koja je posvećena sv. Mariji. U vrijeme njene smrti, njen suprug Fridrik bio je na putu za Jeruzalem. Iako je zapravo trebao biti samo regent u ime njihova sina Konrada, preuzeo je naslov jeruzalemskog kralja.
Fridrikova treća žena također se zvala Izabela.